# 서울대학교 총학생회

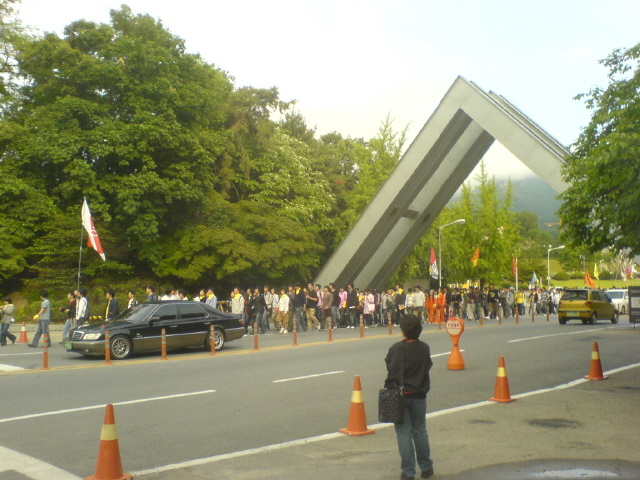
미국산 쇠고기 수입 반대 및 동맹 휴업 총투표 결의 후 행진하는 서울대학생들

서울대학교 총학생회(-大學校總學生會)는 군부독재정권 시대에서 민주화 운동을 이끈 주요 대학 학생회 가운데 하나이다. 박종철군 고문치사 사건에서 알 수 있듯이 민주화의 달성과정에 있어 서울대학교 학생의 희생도 적지 않았다. 총학생회는 2007년을 기점으로 50대를 맞았으며, 4.19기념 대행진, 봄 대동제(5월), 농촌 활동, 가을 대동제(10월), 총학생회 선거(11월) 등을 기획한다.

## 조직
서울대학교 학사과정 재학 중인 자로 구성되는 서울대학교 총학생회는 사회 발전에 능동적으로 기여하고 학생들 간의 단결을 강화하며 대학의 자치를 완전히 실현함을 그 목적으로 출범하였다. 회원전체로 구성되는 전체학생총회는 최고의 의사결정기구를 맡고 있으며, 총투표가 그에 준하는 의결 기관이다. 그 아래에 전체학생대표자회의와 총운영위원회를 두고 있다. 전체학생대표자회의는 총학생회장, 부총학생회장 및 각 단과대학교 대의원들로 구성되며 총학생회 활동 방향 및 사업계획을 심의, 의결한다. 총운영위원회는 총·부총학회장 및 단과대학 회장, 동아리연합회 회장으로 구성되며 총학생회의 제반 사업을 조정한다. 총학생회장과 부총학생회장은 학생들의 직접 선거로 선출하며 총학생회를 대표하며 본회의 업무를 총괄한다. 선거관리위원회는 선거에 관한 관리의 권한과 책임을 갖고 있다.

## 활동
4.19에서의 서울대학교 학생의 참여, 한일국교반대 시위, 60~80년대 민주화운동에 있어 서울대학교 총학생회는 학생운동의 일축을 담당하였다. 박종철군 고문치사 사건에서 동료를 잃은 서울대학교 학생들은 민주화 운동의 적극적인 참여로 민주화의 성취를 함에 큰 일조를 하였다.
민주화 이후 개인주의가 심화되고 공동체에 대한 관심이 부족해지면서 90년대 후반에는 학생회의 대정부/대학교의 투쟁적 성격이 옅어졌고 비운동권 총학생회가 출범하기도 했다.
2008년 6월 4일, 총학생회가 부의한 미국산 쇠고기 수입 개방 반대 및 관련 총학생회 활동의 승인 그리고 동맹 휴업의 총투표가 총 8천769명이 참여 찬성 89.25%, 반대 9.20%로 가결되었다. 총학생회는 성명을 내고(성명서 원문) 천여 명의 서울대 학생들은 중앙도서관 앞 아크로에 모여 총학생회를 선두로 정문에서 서울대입구까지 도로 행진을 한 후 한미 쇠고기 협상 내용에 대한 반대 시위에 참여하였다. 2007년 서해안 원유 유출 사고 봉사활동을 기획하여 학생들과 함께 기름 제거 작업에 참여하였다. 그리고 구급약 상비시스템 구축, 시내버스 5516 운행시간 20분 연장, 인문대 셀프 복사기 설치, 졸업앨범 공개 입찰, 일부 학과의 최대 수강 신청 학점을 늘리는 등의 활동을 하고 있다. 이에 대해 대학신문은 51대 총학이 거시적인 시각 없이 사소한 복지에만 치중당장의 만족을 얻어낼 일회성 이벤트적 공약보다는 지속 가능한 사업 제시해야 한다고 비판적 시각을 제시하였고, 이에 대해 총학 측은 복지를 강조하는 것은 단순히 서비스 제공의 수준이 아니라 단절돼있던 총학과 학생과의 관계를 회복하는 길이라 생각한다고 밝혔다.
2008년 6월 4일, 총학생회가 부의한 미국산 쇠고기 수입 개방 반대 및 관련 총학생회 활동의 승인 그리고 동맹 휴업의 총투표가 가결되었다. 총 8천769명이 참여해 찬성 89.25%, 반대 9.20%를 기록했으며, 총학생회는 성명을 내고(성명서 원문)을 내고 장관 고시 철회와 서울대 여학생이 군홧발에 폭행당한 것의 책임을 물어 경찰청장의 사퇴를 요구했다. 6월 5일 동맹 휴업일, 천여 명의 서울대 학생들은 중앙도서관 앞 아크로에 모여 총학생회를 선두로 정문에서 서울대입구까지 도로 행진을 한 후 한미 쇠고기 협상 내용에 대한 반대 시위에 참여하였다. 한편, 총학생회는 강의 평가 제도를 도입하겠다고 천명하여 사회적인 이목을 끌었고 6월 23일 자체적으로 개발한 강의 평가 시스템의 첫 선을 보였다.

## 선거
학사과정 재학생의 직접선거에 의해 선출되며 선거관리위원회가 선거의 관리를 책임진다. 개표를 위한 유효 투표율은 50%이다. 선거는 11월에 치르며 만약 무산시 재선거는 4월에 치른다.
서울대학교 총학생회 선거는 특이하게도 90년대 중반 이후 NL(민족 해방의 약자,학생운동 우파) 계열에서 총학생회장을 배출하지 못하였다. 이는 동시대 대부분의 대학과 구별되는 점이다. 1999년 11월 처음으로 운동권이 아닌 선본이 총학생회 선거에서 당선되었다. 광란의 10월 선본의 허민 후보가 첫 비운동권 계열 총학생회장으로 활동하였다. 2004년 11월 선거에서 전국학생연대회의(학생운동 좌파)계열의 정화(본명 류정화)가 당선되어 최초의 여성 총학생회장이 탄생하였다.
2005년 선거는 투표율이 50%에 미달하여 무산되었고 2006년 3월 재선거에서 비운동권 계열인 Suprise 선본의 황라열 후보가 당선되었다. 그 해 6월에 있었던  황라열 총학생회장의 탄핵과, 송동길 부총학생회장의 사퇴로 한동안 단대 회장단 연석회의 체제로 운영되었다. 2006년 선거 역시 투표율이 낮아 2007년 4월에 재선거가 있었으며, 학생행진(학생운동 좌파) 계열인 한성실, 박찬섭 후보가 각각 회장과 부회장으로 당선되었다. 2007년 선거에서는 비운동권 계열인 실천가능 선본의 전창열 후보가 당선되었고, 학생 복지 중점의 활동을 하고 있다. 2008년 11월 진행된 제 52대 총학생회 선거에서도 실천가능 선거운동본부의 박진혁 후보가 45.24%의 득표율로 당선되었다.
2009년 11월 선거에서 선거관리위원회가 투표함을 사전 개봉했다는 의혹이 제기되어 재선거를 실시했으나 투표율 미달로 무산되었다. 2010년 4월의 재선거에서는 개표 기준인 50%를 약간 상회하는 투표율로 선거 기간이 만료되어 개표하려 하였으나 선관위가 재학생 숫자를 실수로 200 여명 적게 파악하고 있었던 점이 밝혀져 49.4%의 투표율로 정정되어 결국 무산되었다. 후보측에서는 투표 종료 이후의 명부를 채택해 중도의 휴학생을 제외하는 방법으로 투표율을 올리자고 건의하여 한때 선관위가 승인하였으나, 학내외로부터 사사오입 선거라는 비난에 직면하였고 결국 선관위원의 사퇴 등 진통 끝에 선관위는 무산을 공고하였다.
2010년 11월 2차 재선거에서는 학생행진(운동권 좌파)계열의 Action! AGAIN 선본이 당선되었다. 총학생회장은 사회대 학생회장 출신의 지윤(본명 이지윤)이며, 부학생회장은 두헌(본명 임두헌)이다. 두 번째로 여성 총학생회장이 탄생하였다.
2011년 11월 선거 역시 투표율 미달로 무산되고 2012년 4월 재선거에서 사노위(운동권 좌파)계열의 Ready Action 선본이 당선되었다. 총학생회장은 법대 학생회장 출신의 오준규이며, 부총학생회장은 이주용이다.